# 2017年2月臺灣
| << | 2017年2月 （民國106年） | >> |    |    |    |    |
| \| 日 \| 一 \| 二 \| 三 \| 四 \| 五 \| 六 \| \| \| \| \| 1 \| 2 \| 3 \| 4 \| \| 5 \| 6 \| 7 \| 8 \| 9 \| 10 \| 11 \| \| 12 \| 13 \| 14 \| 15 \| 16 \| 17 \| 18 \| \| 19 \| 20 \| 21 \| 22 \| 23 \| 24 \| 25 \| \| 26 \| 27 \| 28 \| \| \| \| \| \| \| \| \| \| \| \| \| |                         |    |    |    |    |    |
| 臺灣新聞動態／維基新聞 |                         |    |    |    |    |    |
| 世界／中国大陆／臺灣 |                         |    |    |    |    |    |
| 日 | 一                      | 二 | 三 | 四 | 五 | 六 |
| |                         |    | 1  | 2  | 3  | 4  |
| 5 | 6                       | 7  | 8  | 9  | 10 | 11 |
| 12 | 13                      | 14 | 15 | 16 | 17 | 18 |
| 19 | 20                      | 21 | 22 | 23 | 24 | 25 |
| 26 | 27                      | 28 |    |    |    |    |
| |                         |    |    |    |    |    |

## 2月6日
- 作家李敖在中央通訊社的電話訪問中承認腦部罹患惡性腫瘤，自認「不久人世」，最大目標是三年內出齊《李敖大全集》85冊[1]。

## 2月7日
- 臺中市政府舉辦臺中市東勢區「2017臺中東勢新丁粄節」宣傳記者會，原本應該充滿喜氣的紅色新丁粄被做成綠色新丁粄，像是清明節上墳所用的艾粄，被東勢區民砲轟是給民主進步黨籍臺中市市長林佳龍拍馬屁[2]。

## 2月9日
- 國立臺灣師範大學生命科學系教授林思民與林展蔚博士班研究團隊，以中華民國野鳥學會（中華鳥會）長期觀察紀錄資料庫，透過翠斑草蜥解開蜥蜴斷尾謎團，近期研究成果將發表於《英國皇家學會報告》。[3]
- 本日入夜到10日清晨，交通部中央氣象局18個平地測站陸續出現該站入冬以來最冷記錄。其中新北市淡水區測站晚間21時07分攝氏6.7度最冷，打破該站入冬後的最寒冷記錄（原本創新的紀錄為同日清晨淡水區低溫紀錄攝氏9.5度），也創下全台灣入冬後最低溫紀錄。[4][5][6]

## 2月11日
- 針對2017臺中東勢新丁粄節宣傳記者會的綠色新丁粄爭議，臺中市政府客家事務委員會主任委員劉宏基回應「絕對尊重、維護傳統，但必須加入創意、跟上時代」，表示不解「文化活動為什麼要分顏色」，並質疑此番批評聲浪是泛藍陣營政治操作，引發東勢區民更大反感[2]。本日上午，2017臺中東勢新丁粄節在東勢客家文化園區開幕，開幕儀式上的新丁粄是紅色新丁粄，《台灣蘋果日報》記者欲向林佳龍詢問新丁粄由綠轉紅的原因，林佳龍以趕行程為由快速上車離去、沒有回應[7]。
- 凌晨1點12分台南市近海發生芮氏規模5.6地震，最大震度為台南市6級。[8]

## 2月13日
- 國道五號接國道三號（台北市南港區路段），晚間21點左右發生遊覽車翻車事故，最終造成33人死亡、11人輕重傷。[9][10]
- 總統府司法改革國是會議籌備委員會召開最後一次會議，會後記者會上，副召集人瞿海源被問到司法改革國是會議是否會處理前總統陳水扁的特赦問題，他說，司法改革國是會議不討論個案，不然沒完沒了[11]。

## 2月14日
- 原住民族委員會發布《原住民族土地或部落範圍土地劃設辦法》，排除私有土地劃入臺灣原住民族傳統領域[12]，引發原住民團體抨擊是讓美麗灣渡假村爭議等土地開發爭議「就地合法」、限縮原住民族傳統領域[13]。
- 總統蔡英文、立法院院長蘇嘉全在總統府與國內各宗教代表座談。針對婚姻平權修法爭議，宗教代表一致反對修改《民法》第972條。台灣基督長老教會總會副書記張顯爵牧師向蔡英文說，「若政府執意要這麼快修改《民法》第972條，教會牧者及基督徒因著《聖經》幾千年來對於婚姻的教導，屆時可能有人會不惜拋頭顱、灑熱血」[14]。

## 2月19日
- 全國各區農會代表選舉結果顯示，藍綠政治版圖在農會系統幾乎維持不變，將近83%屬於國民黨的藍色版圖，選前喊出要拿下全國農會三分之一席次的民進黨慘敗[15][16][17]。雲林縣20鄉鎮市農會選舉有9鄉鎮選情緊繃（土庫鎮、北港鎮、古坑鄉、大埤鄉、二崙鄉、麥寮鄉、台西鄉、元長鄉、水林鄉），都是現任理事會與民進黨之爭，結果是民進黨全軍覆沒[18]。

## 2月20日
- 台北市美國商會發布「2017商業景氣調查報告」，調查發現，45.9%受訪美商表示未來一年增加在台灣投資或擴編，但46.9%受訪美商表示未來一年不增加在台灣投資、不做任何擴編；後者創下五年來最高紀錄。另外，在22項影響美商在台灣營運的關鍵因素中，前三名分別是政府官僚、台灣海峽兩岸關係、《勞動基準法》的不確定性[19]。

## 2月21日

台灣基督長老教會舉辦「加速轉型正義，制訂台灣新憲」記者會

- 台灣基督長老教會舉辦「加速轉型正義，制訂台灣新憲」記者會，呼籲蔡英文政府制定新憲法、建立新國家。
- 時代力量舉行中央黨部喬遷茶會，公布三位發言人為李兆立、吳崢、林穎孟[20]。

## 2月22日
- 海軍陸戰隊防空警衛群志願役陳姓中士班長與志願役張姓一兵涉入2016年防空警衛群虐狗事件，防空警衛群已依刑懲併行原則將陳張二人移送法辦，並於本日依《強化國軍志願役軍官士官及士兵考評具體作法》召開不適服現役人事評議會審議，並立即就決議結果循程序辦理後續汰除作業[21]。

## 2月23日

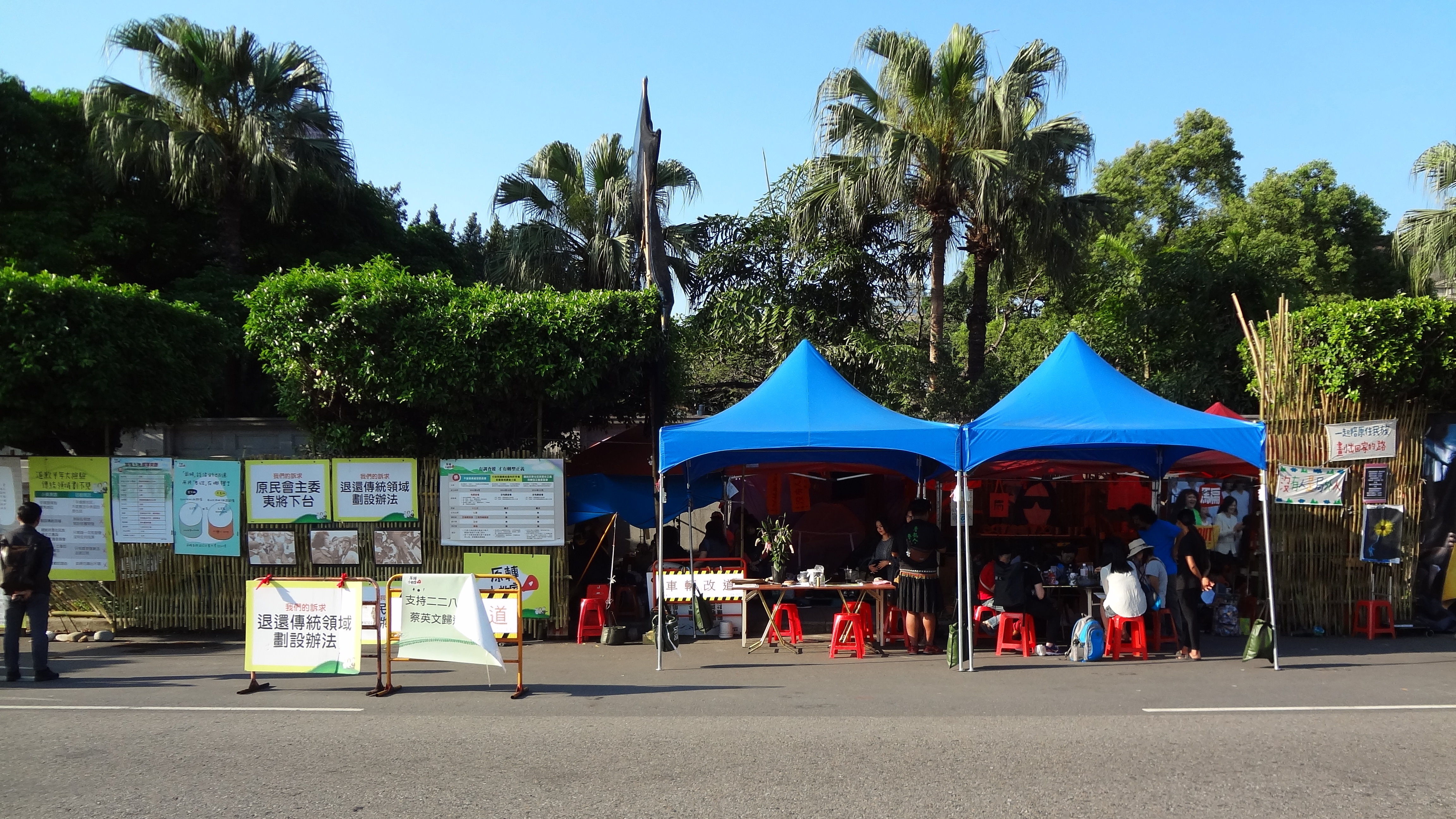
原住民族轉型正義小教室於凱達格蘭大道紮營抗爭

- 原住民族轉型正義小教室召開記者會，公開反對《原住民族土地或部落範圍土地劃設辦法》排除私有土地劃入臺灣原住民族傳統領域，會後於臺北市凱達格蘭大道紮營抗爭[22]。

## 2月24日
- 國道收費員自救會與桃園市空服員職業工會聯合舉行「反搭便車反打壓大遊行」，群眾批評，蔡英文政府向工運團體給出承諾，卻在與工運團體達成協議後屢次跳票，是在打壓工運抗爭的勢力，刻意操作「你們去爭，爭不到你倒楣，爭到時別人也可以分到」。群眾從勞動部走向總統府，將菜市場不要的爛菜丟向總統府，批評蔡英文是「人前風光給承諾，人後陰狠捅一刀」的「爛蔡」[23][24]。此遊行獲得國際社會主義前進聲援[25]；國道收費員自救會秘書郭冠均說，民進黨藉由搭便車的手段來打擊工運[26]。

## 2月25日
- 律師兼台灣陪審團協會理事長張靜投書《上報》，內容提到「過去稱昏官、現在稱恐龍的，恐怕至少占司法官一半以上」、「台灣過去在國民黨威權統治之下，法院是國民黨開的；所以有不少的打手（鷹犬）法官及檢察官，為了升遷，幹了許多壞事……如今，揣摩民進黨上意的法官、檢察官也陸續產生，不論為哪個政黨服務，都是打手司法官」[27]，遭司法院與法務部發新聞稿駁斥[28]。張靜回應，他依據個人執業經驗質疑司法官的操守，蔡英文也講過「有錢判生、沒錢判死」，如果蔡英文要因此剔除他的司法改革國是會議分組委員身分，他沒意見[29]。

## 2月27日
- 臺灣，至同日止，第5例確診甲型流感病毒H7N9亞型案例中，已產生死亡第二例，也是首位臺籍人士（境外移入）[30]。

## 2月28日
- 二二八事件70週年，上午臺中市東峰公園「二二八紀念碑」被臺中市政府外包清潔工人發現，在臺中市政府二二八事件追思會開始之前被潑紅漆；清洗之後，紀念碑的水泥區塊上仍有洗不掉的紅色痕跡[31]。
- 台灣基督長老教會總會與天主教台北總教區主辦「慈悲與正義：二二八70週年和好禮拜」，地點為濟南基督長老教會[32]。